# Koos du Plessis
Koos du Plessis, né le 10 mai 1945 à Rustenburg en Afrique du Sud et mort le 15 janvier 1984 à Krugersdorp, également connu sous le nom de Koos Doep, est un musicien et poète sud-africain, chef de file du mouvement musical afrikaans des années 1970 et 80. 
Bien qu'il n'ait pas beaucoup de succès commercial en tant qu'artiste du spectacle, les albums qu'il sort de son vivant inaugurent une nouvelle ère dans la musique afrikaans et sont aujourd'hui considérés comme parmi les plus influents de l'histoire de la musique blanche sud-africaine. Des dizaines de reprises de ses compositions sont enregistrés par divers autres artistes africains et un bon nombre sortent des albums en son hommage.
Seuls trois albums en afrikaans sont publiés sous son nom. De nouvelles chansons découvertes après sa mort donnent lieu à un quatrième album, sorti à titre posthume en 1995.

## Biographie
Jeunesse
Jacobus Johannes du Plessis naît le 10 mai 1945 dans le district de Rustenburg, de parents tous les deux fermiers. Il est le plus jeune d'une fratrie de quatre enfants. Lorsque ses parents perdent leur ferme, la famille déménage à Springs où Koos passe une grande partie de son enfance. Il enregistre d'ailleurs par la suite une chanson sur la ville et sur son enfance, intitulée Molberge (Memories of Springs), sur son deuxième album. Arrivé en huitième année, il tente de prendre des cours de chant, mais en est dissuadé par son professeur de musique en raison d'un manque apparent de compétences. 

### Carrière de journaliste
Après cela, il devient journaliste en 1967, travaillant pour le reste de sa carrière professionnelle en tant que sous-rédacteur en chef, puis rédacteur en chef de diverses publications. Il vit d'abord à Springs avec ses parents et travaille à Johannesbourg dans le journal Die Vaderland. Plus tard, il déménage dans un appartement à Johannesbourg. Il épouse Mornay du Plessis, originaire de Standerton le 22 juin 1969, qu'il a déjà rencontré en 1964 à l'université de Pretoria. Elle est la deuxième fille du pasteur Justus du Plessis de la Mission Foi Apostolique. Ils profitent d'une courte lune de miel en Europe, puis vont vivre à Amanzimtoti dans la province du Natal, où Koos est embauché par le journal Die Nataller en 1970, et Mornay enseigne à l'école. Fin 1971, ils parcourent l'Europe et visitent, entre autres, la France, l'Espagne, les Pays-Bas et l'Allemagne. Leur idée est en fait de faire un voyage beaucoup plus long, mais Koos tombe très malade et ils sont obligés de rentrer en Afrique du Sud. Puis ils emménagent à Randburg à partir de 1972, Koos travaillant à nouveau pour Die Vaderland. Pendant ce temps, il s'inscrit à temps partiel à l'université du Witwatersrand et obtient un diplôme en afrikaans-néerlandais.
À la fin 1972, il obtient un poste dans le journal Oggendblad à Pretoria, où il travaille pendant une décennie. Lui et sa femme vivent d'abord dans un appartement à Sunnyside, mais en 1973 avec la naissance d'Irma, leur première fille, ils font construire une maison à Wierdapark, une banlieue de la ville de Verwoerdburg (actuelle Centurion), près de Pretoria, où ils vivent jusqu'à la mort de Koos. Ses deux autres filles, Karien et Karla, naissent en 1974 et 1975. Karla suivra d'ailleurs les traces de son père en enregistrant plusieurs albums. En 1983, Koos rejoint le journal Die Transvaler.

### Carrière d'auteur-compositeur-interprète
Déjà jeune garçon, il montre une grande aptitude pour la musique et joue de l'orgue, qui trouvera plus tard une place d'honneur dans sa propre maison. Étudiant, il découvre la guitare qui devient son instrument de prédilection et apprend à en jouer avec l'aide d'un ami. Il se distingue comme un auteur-compositeur talentueux, et se fait connaître notamment avec sa chanson à succès Kinders van die wind (interprétée par Laurika Rauch). Elle devient la chanson principale de la série télévisée Phoenix and Kie, domine les classements allemands et français et est enregistrée par divers artistes du monde entier, dont Richard Clayderman. 

#### 1975–79: première exposition
En 1975, Karl Theunissen, un ami de Du Plessis, apporte un enregistrement sur cassette de la musique de ce dernier à Nick Taylor. Taylor est le directeur du label indépendant Incline House music et possède un studio d'enregistrement chez lui. Deux ans plus tard, Du Plessis chante trois de ses chansons dans l'émission télévisée Perspektief (avec Theunissen comme réalisateur) et enchaîne avec d'autres performances dans l'émission Musiek en Liriek. Une série de concerts au Market Theatre de Johannesbourg confirme son émergence sur la scène musicale.

#### 1979-84 : reconnaissance en Afrique du Sud
En 1979, la réalisatrice de télévision Katinka Heyns cherche un thème musical pour sa prochaine série Phoenix and kie. Elle découvre la chanson Kinders van die wind de Du Plessis (déjà écrite dix ans auparavant) et décide de l'utiliser. Cependant, elle inclut également trois autres chansons de Du Plessis (Sprokie vir un stadskind, Skielik is jy vry et Somer is byr) dans la série, toutes chantées par Laurika Rauch. Phoenix et co constituent l'évènement dont Du Plessis et Rauch ont besoin pour faire décoller leur carrière. Rauch sort une court métrage de Kinders van die wind deux semaines plus tard, qui atteint le disque  d'or sept semaines plus tard,.
Après le succès de la série, la même année, Taylor et Du Plessis commencent à travailler sur le premier album de Du Plessis, intitulé Skadu's te wal wal. L'album sort en 1980. Outre les quatre utilisées dans Phoenix and co, l'album comprend plusieurs autres chansons qui deviennent plus tard tout aussi célèbres, telles que la chanson titre, Herman (une ode à un ami décédé), Op die pad na Nooitgedacht et As jy my kon volg. Ce dernier titre est remixé après sa mort avec un enregistrement de sa fille Karla, afin qu'elle et son père puissent chanter dans un « duo » posthume. Teen die muur de l'album Skadu est nommé comme Afrikaans Long Player of the Year lors des prix SARI de Springbok Radio et Kinders van die wind reçoit le prix SARI de la chanson de l'année.
Du Plessis meurt le 15 janvier 1984, à , dans un accident de voiture près de Krugersdorp, après que sa Volkswagen Beetle a quitté la route, alors qu'il était en route après minuit à Nick Taylor, son directeur musical.

### Carrière d'écrivain
Les paroles de ses chansons les plus célèbres sont publiées dans la collection Kinders van die wind. TT Cloete décrit le style de Du Plessis : « Dans son genre, l'œuvre de Koos du Plessis est bonne, et dans sa franchise et sa simplicité, c'est une meilleure poésie que bien des vers aigus qui veulent passer pour de la poésie ». Ses thèmes sont l'impermanence, le dynamisme et la fragilité des relations humaines et le pouvoir des souvenirs et des rêves, alors qu'il montre constamment une vision aiguë de la condition humaine,.
Après sa mort, un recueil de ses vers paraît en 1985, Om jou verlaas te groet, et en 1995 un autre recueil sous le titre Skink nog ’n uur in my glas, qui comprend à la fois des paroles et des poèmes. Toutes ses chansons et vers précédemment publiés, ainsi qu'un grand nombre, restés inédits, sont compilés dans l'anthologie de son œuvre publiée sous le titre Erfdeel. Ce volume contient également une préface signée par l'auteur, par la fille de Koos, Irma du Plessis, ainsi qu'un aperçu de sa vie et de sa musique par Andries Bezuidenhout.
Ses vers figurent dans plusieurs anthologies, dont Groot versesebok, Die Afrikaanse poësie in ’n duisend en enkele gedigte, Die dye trek die dye aan en Goudaar.
Sa nouvelle Om ’n misdaad te skep est publiée dans le numéro de février 1980 de Tydskrif vir Letterkunde.

## Récompenses
Avec 25 000 ventes de Kinders van die wind, il remporte un disque d'or en 1979 et devient le premier compositeur à obtenir un tel prix, les disques d'or n'étant généralement attribués qu'à des artistes interprètes. En 1980, Koos reçoit le prix Sarie pour Kinders van die wind en tant que chanson de l'année. En 2013, dans une campagne globale et nationale présentée par Maroela Media, Kinders van die wind est nommée « plus grande chanson afrikaans de tous les temps ».
En 1982, son deuxième album As allam ver is, est nommé pour le prix Sarie en tant qu'« Afrikaans Langspeler of the Year ».
Le 9 août 1983, il reçoit un certificat de l'Afrikaans Taal- en Kultuurvereniging (ATKV) en reconnaissance de sa contribution à la promotion de la langue et de la culture afrikaans.
Après sa mort, des hommages lui sont rendus de diverses manières. Des artistes enregistrent certaines de ses chansons. Johannes Kerkorrel et Piet Smit sortent notamment des albums sur lesquels ils ne chantent que ses chansons. Un programme télévisé documentaire sur sa vie, Koos Doep - Kind van die wind est produit et diffusé en 1986. En 1987, l'album Koos se plaat - A Tribute to Koos du Plessis est enregistré par Nick Taylor, Lucas Maree, Jannie du Toit et Coenie de Villiers et en 2004, l'album Koos du Plessis : 20 ans plus tard est mis en vente, sur lequel des artistes tels que Laurika Rauch, Theuns Jordaan, Matthys Roets, Lucas Maree, Johannes Kerkorrel, Dozi, Amanda Strydom, Jannie du Toit, Karla du Plessis et Steve Hofmeyr interprètent certaines de ses chansons. Une production musicale de ses chansons, Skadu's teen die muur, est jouée sous la direction de Stephan Bouwer à partir de 1992 pendant plusieurs années par Jannie du Toit, Christa Steyn, Marié du Toit et Anna Davel.
P. G. du Plessis écrit une comédie musicale, Nagkantoor sur sa vie, jouée en 2004 au Festival national des arts de Klein Karoo et par la suite dans divers endroits du pays. Un album sur sa mort sort également. 
En 2004, Du Plessis reçoit à titre posthume le prix Huisgenoot-Skouspel pour sa contribution de toute une vie à la musique afrikaans.
Aux Pays-Bas, ses chansons font la une des journaux lorsqu'elles sont découvertes par la critique et en 2009, un album sort, composé de traductions néerlandaises de ses chansons et d'interprétations de celles-ci par certains des chanteurs les plus célèbres des Pays-Bas.
Du Plessis est membre de l'église réformée Wierdapark à Centurion et est enterré à proximité de cette église.

## Œuvres posthumes
- (af) Erfdeel, 2004 (ISBN 1-919980-20-2)
- (af) Om jou verlaas te groet: nagelate verse, 1985 (ISBN 0-7981-1871-7)
- (af) Skink nog 'n uur in my glas: nagelate verse, 1995 (ISBN 1-874901-41-4)
- (af) Die Land van Blou Saffiere, 2010 (ISBN 978-9-081-56591-2)